# WNBA-NBC evropska liga prvakinj
Liga prvakinj je vsako letno evropsko tekmovanje v keglanju v klasičnem načinu, ki ga organizira mednarodna kegljaška zveza (WNBA-NBC, eng. World Ninepin Bowling Association - Ninepin Bowling Classic).Igra se od leta 2002, prvo leto se je tekmovanje imenovalo Euroliga. Za razliko od drugih tekmovanje, kot je na primer svetovni pokal, ki se igra kot turnir, se liga prvakinj igra čez celotno sezono. 
Na finalnem turnirj nastopijo najboljše štiri ekipe, ki so se preko kvalifikacij na klubskih pokalih uvrstile v ligo, potem pa v dvobojih na izpadanje uspele priti med najboljše. Najbolj uspešnejši ekipi v ligi prvakinj ste nemška ekipa SKC Victoria 1947 Bamberg in slovenska ekipa Kegljaški Klub Celje.

## Najboljše štiri ekipe po letih
| Leto | Prizorišče      | 1.Mesto                            | 2.Mesto                            | 3.Mesto                            | 4.Mesto                            |
| ---- | --------------- | ---------------------------------- | ---------------------------------- | ---------------------------------- | ---------------------------------- |
| 2002 | Hunedoara       | CS Electromures Romgaz Targu Mures | KK Rijeka-Kvamer WSO               | SKC Victoria 1947 Bamberg          |                                    |
| 2003 | Bozen           | SKC Victoria 1947 Bamberg          | KK Mikrotest Celje                 | KK Slavia Praha                    |                                    |
| 2004 | Hagenwerder     | KK Mikrotest Celje                 | SKK Podravka Koprivnica            | CS Electromures Romgaz Targu Mures | SKC Victoria 1947 Bamberg          |
| 2005 | Osijek          | SKC Victoria 1947 Bamberg          | KK Lanteks Celje                   | SKK Podravka Koprivnica            | Ferencvaros TC Budapest            |
| 2006 | Hunedoara       | CS Electromures Romgaz Targu Mures | BBSV Wien                          | KK Tatran Prefa Sucany             | SKK Podravka Koprivnica            |
| 2007 | Podbrezova      | SKC Victoria 1947 Bamberg          | SKK Podravka Koprivnica            | CS Electromures Romgaz Targu Mures | KK Brest Cerknica                  |
| 2008 | Zalaegerszeg    | KK Mikrotest Celje                 | ZTE-ZAEV Nöi Zalaegerszeg          | SKK Podravka Koprivnica            | SKC Victoria 1947 Bamberg          |
| 2009 | Koblach         | SKC Victoria 1947 Bamberg          | KK Pionir Subotica                 | KK Mikrotest Celje                 | KS Polonia 1912 Leszno             |
| 2010 | Apatin          | SKC Victoria 1947 Bamberg          | KK Lanteks Celje                   | CS Electromures Romgaz Targu Mures | KK Pionir Subotica                 |
| 2011 | Bad Langensalza | KK Lanteks Celje                   | KK Pionir Subotica                 | SKC Victoria 1947 Bamberg          | CS Electromures Romgaz Targu Mures |
| 2012 | Celje           | KK Lanteks Celje                   | SKC Victoria 1947 Bamberg          | CS Conpet Petrolul Ploiesti        | ASKÖ KSC Schneegattern             |
| 2013 | Podbrezova      | SKC Victoria 1947 Bamberg          | KK Lanteks Celje                   | SKC Victoria 1947 Bamberg          | KK Pionir Subotica                 |
| 2014 | Straubing       | KK Celje                           | SKC Victoria 1947 Bamberg          | KK Pionir Subotica                 | KK Mlaka Rijeka                    |
| 2015 | Straubing       | KK Celje                           | SKC Victoria 1947 Bamberg          | KK Mlaka Rijeka                    | KK Pionir Subotica                 |
| 2016 | Bamberg         | BBSV Wien                          | SKC Victoria 1947 Bamberg          | KK Mlaka Rijeka                    | Admiral Zagreb                     |
| 2017 | Podbrezova      | SKC Victoria 1947 Bamberg          | BBSV Wien                          | KK Celje                           | KK Mlaka Rijeka                    |
| 2018 | Bamberg         | SKC Victoria 1947 Bamberg          | CS Electromures Romgaz Targu Mures | KK Slovan Rosica                   | KK Celje                           |
| 2019 | Zaprešić        | SKC Victoria 1947 Bamberg          | KK Mlaka Rijeka                    | KK Slovan Rosica                   | BBSV Wien                          |
| 2020 | Apatin          |                                    |                                    |                                    |                                    |
| 2021 | Zaprešić        |                                    |                                    |                                    |                                    |

## Večkratne zmagovalke
Do leta 2019 smo imeli samo štiri zmagovalne ekip SKC Victoria 1947 Bamberg (Nemčija), Kegljaški klub Celje (Slovenija), BBSV Wien (Avstrija) in CS Electromures Romgaz Targu Mures (Romunija)